# Dan Totheroh
Webster Daniel Totheroh, més conegut com Dan Totheroh, (22 de juliol de 1894-3 de desembre de 1976), va ser un autor, dramaturg i guionista d'origen estatunidenc.

## Biografia
Totheroh va néixer a Oakland, Califòrnia, i es va criar en el comtat de Marin, on es va graduar de l'escola secundària de Sant Rafael l'any 1914.
Va començar a escriure obres de teatre a l'escola secundària i va gaudir d'un èxit primerenc quan la seva primera obra va estar de gira pels pobles dels voltants, on va adquirir certa fama.
Per la Primera Guerra Mundial va ser reclutat, la qual va frustrar els seus somnis d'una carrera com a actor, que van quedar truncats. En la dècada de 1920 va començar a escriure obres de teatre professionalment i inicialment va lluitar per a guanyar-se la vida. Eventualment va trobar l'èxit i diverses de les seves obres van ser produïdes en l'escenari de Nova York.
Algunes de les seves obres més famoses inclouen les seves col·laboracions en els guions del diable i Daniel Webster i El comte de Montecristo.
La seva carrera va acabar a finalitats de la dècada de 1940 i va morir en 1976, a l'edat de 82 anys.

## Filmografia
- Zoològic de Budapest (1933)
- Dos solos (1934)
- El comte de Montecristo (1934)
- Pols groga (1936)
- El diable i Daniel Webster (1941)